# Chytré město

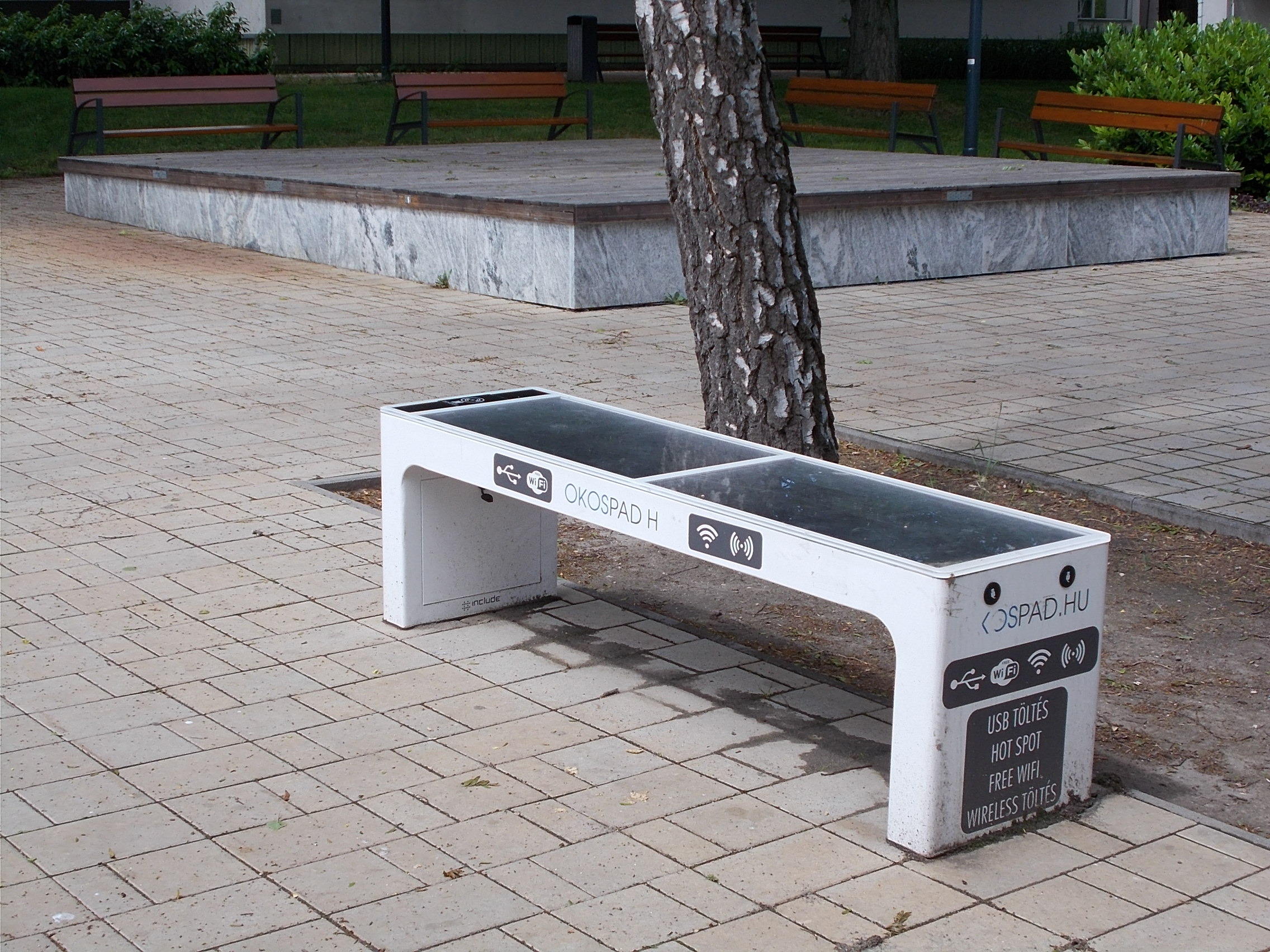
Chytrá lavička v maďarském městě Százhalombatta (2020)

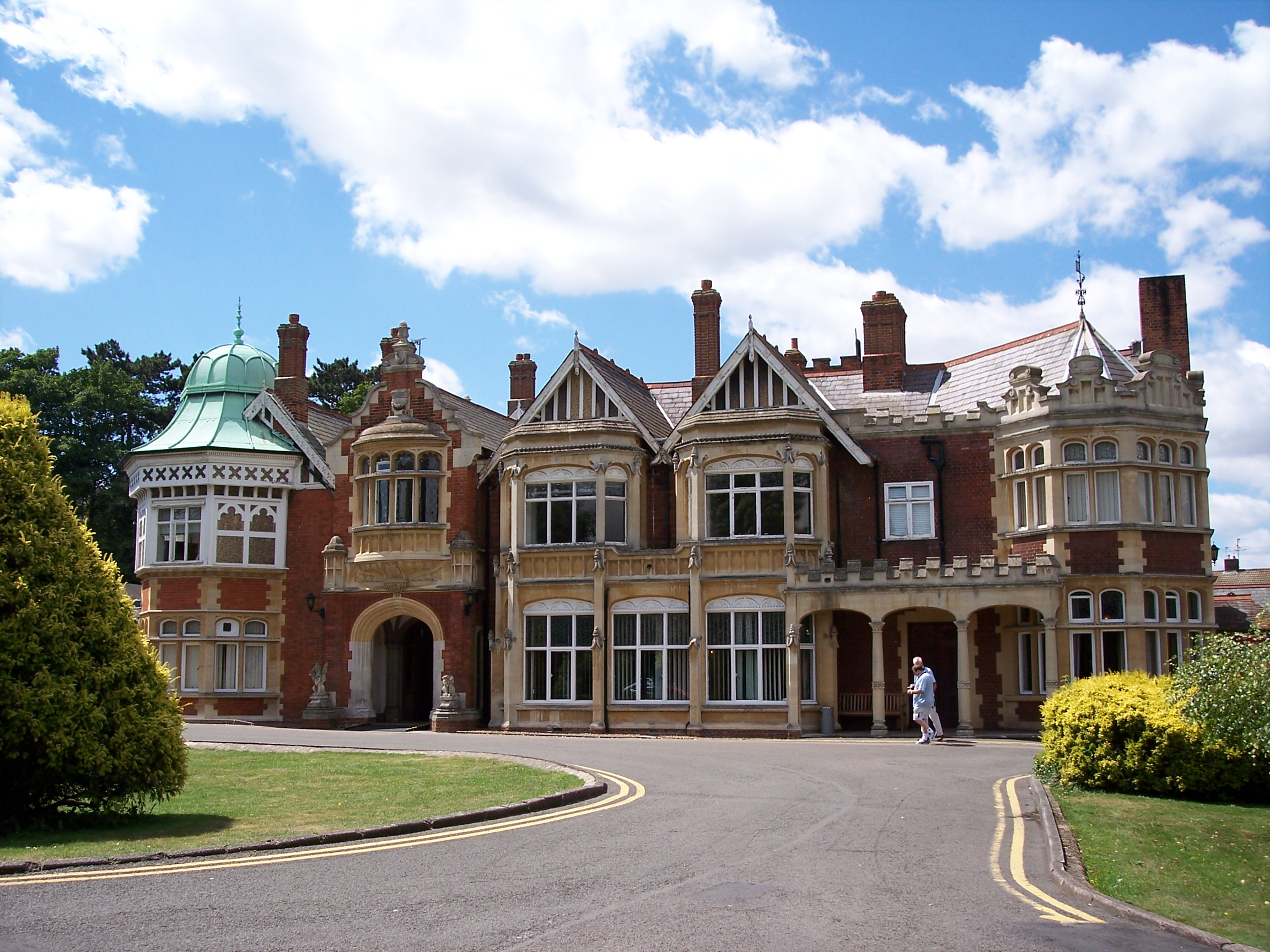
Bletchley Park je často považovaný za první chytrou komunitu.

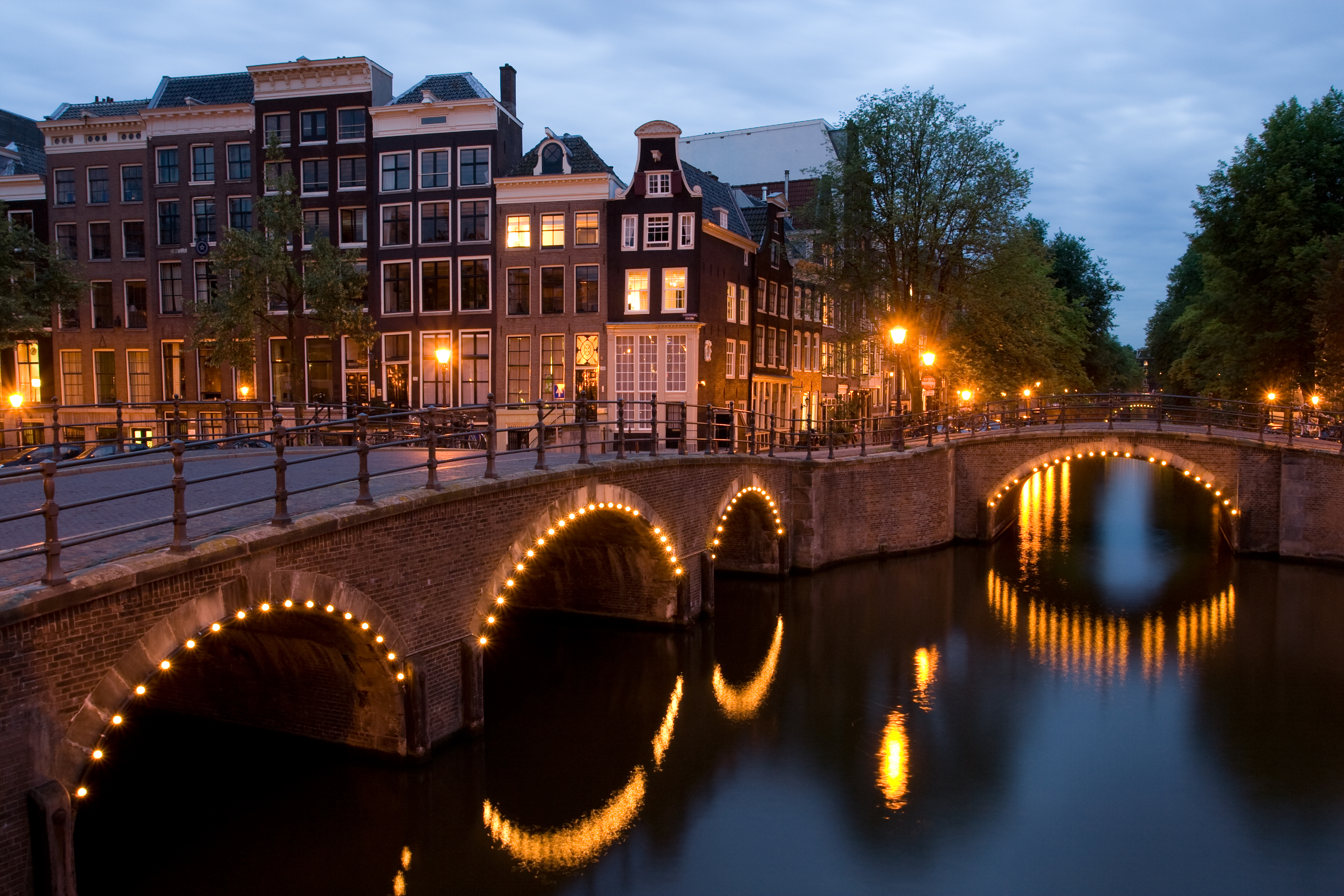
Pouliční lampy v Amsterdamu, jejichž intenzitu lze upravit podle množství chodců.

Chytré město (anglicky „smart city“), někdy také digitální město nebo inteligentní město, je koncept fungování města, které využívá digitální, informační a komunikační technologie za účelem efektivnějšího využití své infrastruktury a snížení spotřeby energií. Obdobou chytrého města v regionálním měřítku, na úrovni samosprávných nižších celků, je smart region („chytrý kraj/oblast“).

## Oblasti uplatnění
Koncept chytrých měst zahrnuje širokou škálu technologií a aplikací, které využívají pokročilé digitální systémy a umělou inteligenci k efektivnějšímu řízení městských funkcí a zdrojů. Tyto technologie přispívají ke zlepšení kvality života obyvatel, vyšší efektivitě provozu, udržitelnému rozvoji a bezpečnosti ve městech. V jednotlivých oblastech, jako je doprava, energetika, bezpečnost, životní prostředí a mnoho dalších, je chytré město postaveno na propojených technologiích, které reagují na aktuální potřeby a situace v reálném čase. Tím se města stávají nejen efektivnějšími, ale také flexibilnějšími a odolnějšími vůči výzvám budoucnosti.

### Veřejná bezpečnost a krizové situace
V chytrých městech může umělá inteligence výrazně zlepšit bezpečnost a krizové řízení, a to jak preventivně, tak i v reálném čase během mimořádných událostí. Systémy s pokročilým počítačovým viděním dokážou prostřednictvím kamerového dohledu analyzovat záznamy z ulic a veřejných prostranství a detekovat neobvyklé chování, které by mohlo naznačovat hrozící nebezpečí. Tyto systémy mohou rozpoznat například pohyb v oblasti, kde by neměl být přístup, přítomnost podezřelých předmětů, situace naznačující výtržnosti či násilné střety nebo jiná potenciálně riziková chování. Po detekci anomálií může systém automaticky upozornit odpovědné složky, které mohou ihned zasáhnout.
Dále mohou systémy AI vyhodnocovat a předpovídat potenciální hrozby spojené s přírodními katastrofami, jako jsou povodně, zemětřesení, či požáry. Za pomoci dat z meteorologických stanic, senzorů hladiny vody nebo dat o pohybech zemské kůry dokáže umělá inteligence analyzovat situaci a včas varovat obyvatele i odpovědné orgány. Prediktivní modely mohou na základě historických dat a aktuálních podmínek modelovat scénáře, což umožňuje lepší přípravu a rychlejší zásah v případě krizové situace.

### Chytré městské složky
AI může také podporovat efektivní koordinaci záchranných složek během krizových situací. Systémy krizového řízení využívající umělou inteligenci dokážou monitorovat pohyb vozidel záchranných služeb a v reálném čase optimalizovat jejich trasy tak, aby se minimalizoval čas potřebný k zásahu. Propojení AI s mobilními telefony obyvatel může zajistit rychlé šíření upozornění a instrukcí v případě potřeby evakuace nebo varování před nebezpečím.
Z hlediska prevence mohou chytrá města díky AI využít takzvanou analýzu vzorců kriminality, která na základě historických dat o zločinnosti identifikuje rizikové oblasti nebo časová okna se zvýšeným počtem incidentů. Na základě těchto informací lze pak efektivněji rozmístit policejní hlídky, monitorovací systémy nebo osvětlovací zařízení, čímž se může předejít vzniku kriminálních činů. Celkově tak AI přispívá k vytvoření bezpečnějšího městského prostředí, které reaguje na aktuální i potenciální hrozby rychle a efektivně.

### Chytrá doprava
V chytrých městech mají fungovat systémy sledování provozu, řízení provozu pomocí chytré dopravní signalizace a systémy chytrého parkování. Mají být podporovány sdílené dopravní prostředky (např. sdílení jízdných kol a veřejná doprava). Občané by také měli mít možnost dávat řídícím orgánům zpětnou vazbu k dopravní situaci ve městě.

#### Inteligentní řízení dopravy
Chytrá města využívají systémy inteligentního řízení dopravy, které pomocí umělé inteligence a dat z kamer sledují aktuální dopravní situaci v reálném čase. Tyto systémy dynamicky řídí dopravní signalizaci na základě analýzy dat o hustotě provozu, rychlosti vozidel a případných zácpách. Přizpůsobují délku jednotlivých signálů, aby zlepšily plynulost provozu, minimalizovaly zpoždění a snížily zácpy. Díky chytré signalizaci mohou také přednostně pouštět veřejnou dopravu, což zvyšuje její atraktivitu a usnadňuje pohyb po městě pro více lidí.

#### Chytré parkovací systémy
Další významnou oblastí chytré dopravy jsou chytré parkovací systémy. Tyto systémy využívají senzory a aplikace, které v reálném čase sledují dostupnost parkovacích míst. Řidiči mohou prostřednictvím mobilní aplikace zjistit polohu volného parkovacího místa, což zkracuje dobu hledání a snižuje dopravní zácpy. Kromě toho aplikace umožňují i rezervaci parkovacích míst předem nebo rychlé digitální platby, což činí parkování efektivnějším a pohodlnějším.

#### Podpora sdílené dopravy
Pro omezení počtu osobních automobilů na silnicích se chytrá města zaměřují na podporu sdílené dopravy. Patří sem carsharing, bikesharing a scootersharing, které jsou dostupné prostřednictvím mobilních aplikací. Aplikace umožňují lidem rychle najít, vypůjčit a vrátit dopravní prostředek na různých místech města. Tento přístup nejen zlepšuje dostupnost dopravy, ale také snižuje emise, dopravní zácpy a přispívá ke kvalitnějšímu ovzduší.

### Chytré životní prostředí
Využitím moderních technologií uvnitř chytrého města má být možné měřit znečištění ovzduší a vody, světelné znečištění. Instalací chytrých odpadkových košů a podzemních kontejnerů se má docílit efektivnějšího svozu odpadu. Občané mají být vedeni a motivováni k šetrnosti, recyklaci, využívání obnovitelných zdrojů a snižování emisí CO2. Mají být zavedeny systémy optimalizace využití energie, systémy předcházení haváriím, monitorování svozu odpadu, jeho vyhodnocení a optimalizace. Dále mají být v chytrém městě zachován případně i navýšen podíl zelených ploch (zelené střechy, parky, nábřeží, náměstí apod.).

### Chytří lidé
Snadný přístup ke znalostem pro každého občana a schopnost sdílet tyto informace jsou dalším aspektem konceptu chytrého města. To se týká poskytování informací ze strany města, dostupnosti vzdělávacích zařízení, zavádění nových technologií do vzdělávacích procesů, environmentálního vzdělávání, celoživotního vzdělávání a využívání sociálních sítí nebo dalších metod sdílení dat.

### Chytré bydlení
V oblasti bydlení hrají hlavní roli chytré budovy, které mají možnost optimalizace využití energií (minimalizace nákladů na vytápění či klimatizaci, interakce interních systémů například s informacemi o počasí). Dále jde o dobrou dostupnost služeb, např. skrze digitalizaci úřadů. Do této oblasti může také spadat chytře řízené přizpůsobitelné pouliční osvětlení.

### Chytrá vláda
Místní politici a úředníci by v chytrém městě měli mít za cíl usnadnit široké veřejnosti interakci s vládou, zlepšovat a zjednodušovat administrativní postupy a rozvíjet elektronické správní služby, tak, aby lidé mohli komunikovat a vyřizovat svoje záležitosti online bez omezení otevírací dobou, čekací dobou nebo umístěním úřadu. Dalším prvkem je širší využití referenda a plebiscitu při dělání politických rozhodnutí.

## Chytrá města ve světě

### Dubaj
Dubaj se intenzivně zaměřuje na digitalizaci a chytré technologie, aby se stala jedním z nejvyspělejších chytrých měst na světě. Program „Smart Dubai“ zahrnuje širokou škálu projektů, které využívají umělou inteligenci, blockchain a internet věcí (IoT). Dubaj usiluje o kompletní digitalizaci vládních služeb, takže občané mohou vše, od platby daní po vydávání různých povolení, vyřídit online. Město také investuje do chytré infrastruktury, která zahrnuje veřejné osvětlení, chytré lavičky s Wi-Fi a senzory na monitorování dopravy a životního prostředí. Ve veřejné dopravě Dubaj experimentuje s autonomními taxíky, drony a rozvíjí vysokorychlostní dopravní systém Hyperloop. Díky těmto inovacím je Dubaj ukázkovým příkladem města, které kombinuje technologii a infrastrukturu k maximalizaci pohodlí a efektivity pro své obyvatele.

### Amsterdam
Každý rok město Amsterdam pořádá „Smart City Challenge“, kdy přijímá nové návrhy pro vylepšení stávajícího systému chytrého města. Na jeho ulicích lze najít chytré pouliční osvětlení, které reaguje na vytíženost ulic chodci a na základě těchto informací reguluje osvětlení a tím snižuje jeho energetickou náročnost. Město také vyvinulo aplikaci Mobypark, která umožňuje majitelům parkovacích míst svá místa za poplatek pronajmout dalším řidičům nebo zjistit aktuální vytíženost parkovacích míst. Amsterdam také monitoruje městskou dopravu a v reálném čase dává doporučení řidičům, jakou trasu zvolit.[zdroj?]

### Tokio
Tokio využívá umělou inteligenci a robotiku k rozvoji chytré městské infrastruktury. Město se zaměřuje na chytrou veřejnou dopravu, kde používá data pro optimalizaci jízdních řádů, řízení provozu a poskytování informací v reálném čase. Tokio se také připravuje na autonomní dopravu a integruje chytré technologie do svého silničního systému, aby podpořilo rozvoj samořídících vozidel. V oblasti energetiky je Tokio průkopníkem chytrých elektrických sítí (smart grids), které umožňují efektivní správu a distribuci energie s cílem snížit emise a závislost na fosilních palivech. Tokio rovněž nasazuje robotické asistenční systémy a technologie umělé inteligence v oblasti zdravotnictví a péče o seniory, čímž přispívá k řešení problémů spojených se stárnutím populace. Město se stalo testovacím prostorem pro nové technologie a inovace, které mohou ovlivnit budoucnost městského života v celosvětovém měřítku.

### Vídeň
Město Vídeň se zavázalo[kdy?] ke snižování CO2 z 3,1 tuny na obyvatele na 1 tunu, tj. o 80 % do roku 2050. Dále chce do roku 2050 50 % energie využívat z obnovitelných zdrojů, snížit spotřebu energie na vytápění, chlazení a teplou vodu ročně o 1 % na obyvatele a zachovat podíl 50 % zelených ploch. V žebříčku Smart City Strategy Index 2019 zpracované poradenskou firmou Roland Berger zvítězilo město Vídeň mezi 153 městy z celého světa.

### Barcelona
Španělská metropole Barcelona využívá prvky smart city například ve svých parcích (68 % veřejných parků je zapojeno v tomto programu),[zdroj?] kdy monitoruje úroveň potřeby zavlažování rostlin - zaměstnanci mají informaci, která oblast potřebuje zavlažení a která ne. Díky tomuto kroku město ušetří ročně 25 % svých zásob vody a finančně vyjádřeno má jít o roční úsporu 550 000 $.[zdroj?] Barcelona do své dopravy také integruje chytré semafory, které umožňují optimalizaci počtu zelených světel na vytížených trasách (na základě monitorovaného provozu). Chytré semafory také zvýhodňují vozidla IZS (na základě GPS vozidla), kdy umožní například záchranné službě se dostat k incidentu bez zbytečného prodlení.[zdroj?]

### Singapur
Singapur, často označovaný za vzor chytrého města, má rozsáhlý program „Smart Nation,“ který integruje technologii do všech aspektů městského života. Veřejná doprava v Singapuru je řízena pomocí pokročilých dopravních systémů, které optimalizují jízdní řády a tok dopravy. Singapur také používá AI pro monitorování a analýzu dopravy, což umožňuje dynamicky přizpůsobovat semafory a snížit tak dopravní zácpy. Ve zdravotnictví Singapur nasazuje telemedicínské systémy a digitální zdravotní karty, které zajišťují pohodlnější a efektivnější péči pro občany. Pro bezpečnost využívá Singapur systém kamerového dohledu s rozpoznáváním obličejů, což přispívá k udržení veřejného pořádku. Město také zkoumá možnosti chytrého bydlení, kde senzory monitorují spotřebu energie, kvalitu ovzduší a vlhkost v domácnostech, což přispívá ke zdraví a pohodlí obyvatel.

### Stockholm
Stockholm prosazuje snížení dopadu na životní prostředí svým programem Green IT strategy. Program se zaměřuje na energeticky účinné budovy, monitorování dopravy, rozvoj elektronických služeb (minimalizace spotřeby papíru) a větší komunikaci se svými obyvateli prostřednictvím e-Governance, jako například politická oznámení či městské informace.[zdroj?]

### Kodaň
Kodaň je známá svým důrazem na udržitelnost a ekologické inovace. Město má ambiciózní cíle v oblasti snižování emisí CO₂ a zavádí technologie, které podporují energeticky úsporný provoz a ekologické bydlení. Jedním z klíčových projektů je systém chytrého řízení energie, který využívá propojené elektrické sítě a obnovitelné zdroje energie, jako jsou větrné a solární elektrárny. Kodaň také rozvíjí infrastrukturu pro cyklisty a investuje do chytrých dopravních systémů, které přizpůsobují semafory a dopravní značení aktuálnímu provozu. Senzory po celém městě monitorují kvalitu ovzduší, teplotu, úroveň hluku a další faktory ovlivňující životní prostředí. Město klade důraz na otevřená data, což umožňuje občanům přístup k informacím o jejich prostředí a podněcuje aktivní účast na zlepšování městských služeb.

### Toronto
Toronto se zaměřuje na udržitelné chytré bydlení, propojenou infrastrukturu a analýzy dat. Projekt „Sidewalk Toronto“ iniciovaný ve spolupráci s Googlem, je významnou součástí snahy města přeměnit část nábřeží v plně propojenou a digitálně řízenou čtvrť. Tento projekt využívá IoT zařízení a chytré senzory k monitorování životního prostředí, dopravy a spotřeby energie. Toronto je také jedním z předních měst v oblasti udržitelného bydlení – zkoumá technologie, které umožňují energeticky efektivní budovy s nízkou spotřebou energie. Kromě toho město podporuje otevřený přístup k datům, což umožňuje občanům a vývojářům vytvářet vlastní aplikace a služby, které zlepšují kvalitu života. Systémy na sběr a analýzu dat pomáhají lépe řídit infrastrukturu, optimalizovat dopravu a minimalizovat dopad na životní prostředí.

### Santa Cruz
Kalifornské město Santa Cruz integruje do svého systému alternativní prvky smart city technologií. Analyzuje historicky trestnou činnost a na základě vyhodnocování je schopné posilovat hlídky v oblastech s predikcí vyšší trestné činnosti v konkrétní datum a čas.[zdroj?]

### Milton Keynes
Město Milton Keynes nacházející se v anglickém hrabství Buckinghamshire využívá prvky smart city převážně pro spolupráci místní samosprávy, podniků, akademické obce a organizací. Jedná se o sdílení dat například o spotřebě energie, vody, informace o dopravě, které má za cíl optimalizaci služeb a chodu celého města.[zdroj?]

## Chytrá města v Česku
Ke konceptu chytrého města se přihlásila většina hlavních krajských měst,[zdroj?] některé z nich podnikly již první kroky.[zdroj?] Ostrava zavedla inteligentní zastávky se světelnými tabulemi odjezdech autobusů, veřejně dostupnou Wi-Fi a bezkontaktní platební terminály ve vozech MHD. [zdroj?]Zlín zavedl přizpůsobivý systém řízení dopravy a preferování MHD. Systém funguje na principu obousměrné on-line komunikaci mezi řadičem světelné signalizace a vozidlem MHD. Díky systému preference MHD se zrychlil průjezd městem Zlín na jednotlivých linkách až o 20 % a na základě těchto dat byly upraveny (zrychleny) jízdní řády.[zdroj?]

### Smart Prague
Iniciativu Smart Prague, v překladu „chytrá Praha". představila primátorka Adriana Krnáčová v dubnu 2016. Společnost Operátor ICT vydala v roce 2017 materiál Koncepce Smart Prague do roku 2030, kterou pro ni zpracovala společnost Deloitte Česká republika. Některé projekty z této koncepce mají přejít na společnost Technologie hl. m. Prahy. Témata koncepce jsou rozdělena do šesti oblastí: Mobilita budoucnosti, Chytré budovy a energie, Bezodpadové město, Atraktivní turistika, Lidé a městské prostředí, Datová oblast. Agendu urbanistického konceptu Smart Prague koordinuje Institut plánování a rozvoje hl. m. Prahy.

#### Chytré lavičky a lampy
Mezi první realizované pilotní projekty patřilo deset tzv. chytrých laviček se solárními panely, USB dobíječkami a wifi signálem na různých místech v Praze, první na Karlínském náměstí. V dubnu 2018 byly tyto lavičky kritizované pro svou většinovou nefunkčnost a malé využití. Praha chce v oblasti kolem Karlínského náměstí a ulic Sokolovská a Křižíkova směrem ke stanici metra Křižíkova vybudovat chytrou čtvrť a pilotně zde testovat několik technologií. Dalším testem mají být chytré lampy na 92 stávajících stožárech. Kromě regulace intenzity svitu mají umožňovat připojení k internetu, dobití elektromobilu, a mají být vybaveny senzory předávajícími informace o intenzitě provozu či počasí a znečištění vzduchu. Pět stožárů má být zcela vyměněno, nové stožáry budou obsahovat dobíječky elektromobilů, přičemž na každý z těchto stožárů má být možné současně napojit dvě vozidla. K dispozici by měli být dvě zásuvky na 400 V a jedna na 230 V. Městská Wi-Fi má být zaváděna kromě Petřína také v zoologické a botanické zahradě v Troji a rovněž na Karlínském náměstí. Dále má vzniknout městská geolokační aplikace, která má sloužit například k propagaci kulturních událostí podporovaných městem nebo k průzkumům veřejného mínění.

#### Chytré odpadkové koše
Tzv. chytré kompresní odpadkové koše, označované jako solární popelnice,[zdroj?] značky Bigbelly, které umí samy stlačovat odpad pomocí lisu poháněného ze zdroje na solární energii a díky čídlu samy upozorní popeláře, když jsou naplněné, dodala firma Verb na základě smlouvy se společností Operátor ICT, která koše provozovala. Třicet těchto košů (v oblasti náměstí Republiky, ulice Na příkopě a Rašínova nábřeží) bylo v pilotním provozu od 15. srpna 2017 do 15. ledna 2018 a Praha za půl roku pronájmu zaplatila téměř dva miliony korun. Do května 2018 pak Operátor ICT pilotní provoz vyhodnocoval a došel k závěru, že se provoz vyplatil. Efektivita pilotního provozu solárních odpadových nádob byla vyčíslena na 95 procent uspořených svozů běžných košů, což má představovat finanční úsporu nákladů za svoz a likvidaci odpadu ve výši 834 653 korun za půl roku. Pronajímající firma byla ochotná v projektu pokračovat, město však neprojevilo zájem a dodavatel si tak začátkem června 2018 koše demontoval. Operátor ICT společně s Pražskými službami a Technickou správou komunikací na základě zkušeností z pilotního projektu mají navrhnout případné další použití chytrých košů pro celé město a do konce srpna se městská rada měla rozhodnout, zda vypíše veřejnou soutěž na chytré koše. Tímto procesem chce Operátor ICT zabránit bezhlavému investování.

#### Nové vedení Prahy
Nový primátor za Pirátskou stranu Zdeněk Hřib v červenci 2019 uvedl, že nové vedení Prahy přehodnotilo koncept Smart Prague a budoucnost vidí hlavně v otevřenosti dat a v navazujících službách. Zavedení Wi-Fi v šesti stanicích metra a pár solárních laviček nebo chytrých lamp označil jako dílčí projekty nezapadající do dlouhodobější strategie a vyzdvihl úlohu rozšíření sběru a analýzy dat.
Zcela zrušen byl plánovaný projekt elektromobility, který měl spočívat v tom, že by se vydala koncese v hodnotě jedné miliardy korun jedné firmě, která by tu měla na 7 let exkluzivní právo provozovat flotilu elektromobilů,[zdroj?] čímž by došlo k vendorlockingu. Také byl zrušen plánovaný informační systém na krizové řízení z důvodu nadbytečnosti.
Hřib jako jeden z aktuálních projektů jmenoval intermodální navigační systém. Dalším oblastmi rozvoje má být elektromobilita, chytré budovy, nejrůznější senzory na městských budovách nebo lampách veřejného osvětlení i samotné lampy veřejného osvětlení, které by měly být využitelné i pro pomalé noční dobíjení automobilů. Vedení města chystá nový Portál Pražana, chce obnovit aplikaci Moje Praha a integrovat do ní například aplikaci Změňte.to, kterou chce rovněž obnovit spolu s dalšími aplikacemi. K dlouhodobému problému s nepřístupnými daty o poloze vozidel Dopravního podniku primátor uvedl, že se snaží o přechodné řešení za pomoci bezdrátové sítě Tetra.[ujasnit]
Od roku 2019 má karta Lítačka aktualizovanou mobilní aplikaci umožňující zakoupení kuponů a jízdenek přes mobil. Je také možné využít mobilní telefon jako doklad při dopravní kontrole. Od roku 2020 měla být zveřejňována data zpoždění autobusů a tramvají.[zdroj?]

### Smart City Brno
Brno je jedním z nejvýznamnějších a nejpokrokovějších chytrých měst v České republice, kde se implementují technologie s cílem zlepšit životní podmínky občanů a zvýšit efektivitu správy města. Město se zaměřuje na širokou škálu projektů v oblasti dopravy, energetiky, veřejných služeb a environmentální udržitelnosti. Zde je podrobnější pohled na klíčové oblasti chytrého města Brna.

#### Chytrá doprava a parkování
Inteligentní dopravní systémy -  Brno investuje do chytrých dopravních systémů, které zlepšují plynulost a bezpečnost dopravy. Město nasadilo senzorové technologie pro sledování dopravní situace, které umožňují dynamické řízení semaforů a úpravy dopravy v reálném čase. Systémy reagují na aktuální intenzitu provozu, což pomáhá minimalizovat dopravní zácpy a zkracovat doby jízdy.
Chytré parkování  -  Brno má implementován systém pro sledování dostupnosti parkovacích míst, který využívá senzory umístěné na parkovacích plochách. Data o volných parkovacích místech jsou zpracována a zpřístupněna prostřednictvím mobilních aplikací a webových portálů. Tento systém pomáhá řidičům rychle najít volné místo a snižuje dopravní zácpy v centru města. Dále Brno zavádí regulaci parkování pomocí digitálních parkovacích hodin a zónového parkování.
Podpora alternativní dopravy  -  V rámci chytré dopravy Brno také podporuje alternativní způsoby dopravy, jako je sdílení jízdních kol a elektromobilů. Město provozuje systém sdílených kol, který umožňuje obyvatelům pohodlně využívat veřejnou dopravu v kombinaci s ekologickými dopravními prostředky. Město také podporuje výstavbu infrastruktury pro elektromobily, včetně nabíjecích stanic.

#### Udržitelná energie a environmentální řešení
Chytré řízení spotřeby energie  -  Brno realizuje projekty zaměřené na chytré řízení spotřeby energie ve veřejných budovách a infrastrukturách. Město implementuje systémy pro optimalizaci vytápění, klimatizace a osvětlení veřejných prostorů. Tyto systémy jsou propojeny s centrálními řídícími systémy, které umožňují reagovat na změny počasí, denní dobu a aktuální potřebu. Dále Brno investuje do solárních panelů na veřejných budovách, čímž podporuje rozvoj obnovitelných zdrojů energie.
Chytré veřejné osvětlení  -  Brno zavádí chytré veřejné osvětlení, které automaticky přizpůsobuje intenzitu světla podle aktuálního času a povětrnostních podmínek. Tento systém nejen zvyšuje bezpečnost ve veřejných prostorách, ale také snižuje náklady na spotřebu energie. Systém navíc umožňuje centralizované řízení a monitoring, což zajišťuje efektivní údržbu osvětlení a prevenci poruch.
Monitorování životního prostředí  -  Město se zaměřuje na sledování kvality ovzduší, hluku a dalších environmentálních faktorů pomocí senzorů a chytrých technologií. Data získaná z těchto senzorů jsou veřejně dostupná a mohou pomoci jak městským orgánům, tak občanům při rozhodování o zdraví a pohody. Tato data umožňují včas reagovat na případné znečištění ovzduší a přijímat opatření pro zlepšení kvality života.

#### Digitalizace a inovace v městské správě
E-government a digitalizace veřejných služeb  -  Brno se aktivně snaží zjednodušit a zefektivnit komunikaci mezi občany a městskými úřady. V rámci digitální transformace město nabízí řadu online služeb, které umožňují občanům vyřizovat administrativní záležitosti bez nutnosti osobní návštěvy úřadu. Tato digitalizace zahrnuje platby za různé služby, správu poplatků za odpad, registrace vozidel a další úkony.
Otevřená data a participace občanů  -  Brno také podporuje transparentnost a otevřenost ve správě města. Město pravidelně zpřístupňuje data o různých aspektech svého fungování, jako jsou výdaje městských institucí, kvalita veřejných služeb, informace o rozpočtu a další. To umožňuje občanům lépe porozumět rozhodování městských orgánů a aktivně se zapojit do procesů rozhodování a rozvoje města.
Inovační centra a startupy  -  Brno je známé jako technologické a inovativní centrum České republiky. Město investuje do rozvoje startupů a inovativních podniků, které se zaměřují na oblast IT, digitální technologie, umělou inteligenci a robotiku. Kromě toho Brno spolupracuje s místními univerzitami na výzkumu a vývoji nových technologií pro zlepšení městské infrastruktury. Inovační centra a technologické parky, jako například JIC (Jihomoravské inovační centrum), podporují podnikatele a firmy, které vytvářejí nové produkty a služby pro chytré město.

#### Chytrá veřejná infrastruktura
Chytré budovy a městské prostory  -  Brno realizuje projekty zaměřené na modernizaci městské infrastruktury, včetně výstavby chytrých budov a veřejných prostor. Tyto budovy jsou vybaveny inteligentními systémy pro optimalizaci spotřeby energie, efektivní správu klimatizace a vytápění a monitorování kvality vzduchu. Město se také zaměřuje na rozvoj zelených ploch, zelených střech a ekosystémových služeb, které zlepšují kvalitu městského prostředí a přispívají k udržitelnosti.
Chytrý odpadový systém  -  V Brně je zaváděn chytrý systém pro sběr odpadu, který zahrnuje senzory v odpadkových koších, které sledují jejich naplněnost. Data z těchto senzorů jsou využívána k optimalizaci tras svozových vozidel, což zvyšuje efektivitu sběru odpadu a snižuje náklady. Tento systém také pomáhá městu lépe plánovat a zajišťovat pravidelný svoz odpadu v závislosti na aktuální poptávce.

### Smart Ostrava

#### Monitorování životního prostředí
Ostrava, která má historicky problém se znečištěním ovzduší, klade důraz na monitorování a zlepšování kvality životního prostředí. Město využívá chytré senzory ke sledování úrovní škodlivin v ovzduší, a tyto údaje jsou dostupné veřejnosti v reálném čase. Na základě dat o kvalitě ovzduší Ostrava také realizuje opatření na snížení emisí, což zahrnuje i podpora bezemisní dopravy.

#### Chytrá mobilita a dopravní řešení
Ostrava se zaměřuje na rozvoj dopravní infrastruktury. Město investuje do moderních tramvají a autobusů s nízkou emisní stopou, včetně elektrických vozidel. Kromě toho testuje chytré systémy řízení dopravy, které optimalizují provoz na silnicích a zlepšují plynulost dopravy. Chytré parkovací systémy v centru města pomáhají zlepšit dostupnost parkovacích míst.

#### Digitalizace a otevřená data
Ostrava se snaží o transparentnost a využití otevřených dat ve správě města. Občané mají přístup k údajům o kvalitě ovzduší, energetické spotřebě a dopravních statistikách, což přispívá k lepšímu povědomí a zapojení veřejnosti do rozhodování o rozvoji města.

### Smart City Pardubice

#### Chytré parkování
Pardubice implementují chytré parkovací systémy v centru města, které využívají senzory ke sledování volných parkovacích míst. Informace jsou k dispozici v reálném čase prostřednictvím mobilní aplikace, což pomáhá řidičům rychleji najít parkovací místo. Tento systém přispívá ke snížení provozu v centru města a zlepšuje plynulost dopravy.

#### Chytré řízení dopravy
Město Pardubice pracuje na modernizaci své dopravní infrastruktury. Chytré semafory a dopravní kamery přizpůsobují signály aktuálnímu provozu, což snižuje dopravní zácpy a zkracuje doby čekání. Pardubice také podporují rozvoj cyklodopravy a investují do infrastruktury pro cyklisty, aby podpořily ekologičtější způsob dopravy.

#### Veřejné osvětlení a energetická účinnost
Pardubice začaly zavádět chytré veřejné osvětlení, které se automaticky přizpůsobuje intenzitě denního světla a snižuje spotřebu energie. Systém umožňuje úsporné osvětlení s delší životností, což nejen snižuje náklady, ale také přispívá k ekologické udržitelnosti města.

### Smart Písek

#### Chytré osvětlení a veřejný prostor
Písek byl jedním z prvních měst v Česku, které zavádělo chytré veřejné osvětlení. Používá energeticky úsporné LED lampy, které lze dálkově řídit a monitorovat. Tento systém pomáhá snižovat spotřebu energie a zároveň umožňuje přizpůsobit osvětlení aktuálním potřebám, což zvyšuje bezpečnost a komfort pro obyvatele.

#### Chytré nakládání s odpady
Písek se zaměřuje na efektivní nakládání s odpady, kde zavádí chytré kontejnery vybavené senzory, které sledují jejich naplněnost. Data z těchto senzorů umožňují optimalizovat trasy svozových vozidel, což snižuje náklady na dopravu a minimalizuje uhlíkovou stopu města. Město také zavádí informační kampaně pro občany, aby podpořilo recyklaci a snížení množství odpadu.

#### Energetický management a chytré budovy
Město Písek pracuje na energetickém managementu veřejných budov. Systémy chytrého řízení umožňují optimalizovat vytápění, klimatizaci a spotřebu elektřiny, čímž se snižují provozní náklady a energetická náročnost města. V budoucnu se Písek plánuje zaměřit na rozvoj dalších chytrých technologií pro zlepšení efektivity a udržitelnosti veřejné infrastruktury.

### Chytré regiony
Jako první z krajů se konceptem chytrého města začal zabývat Moravskoslezský kraj, který hned po volbách v roce 2016 vyčlenil pro tuto agendu samostatného náměstka hejtmana kraje Jakuba Unucku.[zdroj?]
Moravskoslezský kraj vytvořil v roce 2017 strategii nazvanou „Chytřejší Moravskoslezský kraj“ a samostatné oddělení v rámci Krajského úřadu. Na to navázal Akční plán rozvoje chytrého regionu. Ten dělí snahy o zavádění koncepce chytrého města do pěti kategorií: doprava, ICT infrastruktura, úspory, zdravotnictví a debyrokratizace.
Cílem je především vybudování vysokorychlostní datové sítě, pokrytí Wi-Fi signálem v budovách ve vlastnictví kraje, sítě internetu věcí, či výstavby vodíkových stanic. V roce 2017 byly zadány nová kritéria tendrů pro autobusové dopravce. Nově například musí dopravní prostředky obsahovat právě připojení k wi-fi signálu, či USB nabíječky a možnost platit jízdné bezkontaktní platební kartou. Moravskoslezský kraj také chtěl vytvořit síť dobíjecích stanic pro elektromobily - tzv. wall-boxy, rychlonabíjecí stanice nebo zavést první sestavy telemedicínských zařízení v krajských zdravotnických zařízeních.